# Каспар фон Тойтлебен
Каспар фон Тойтлебен (на немски: Kaspar von Teutleben, * 27 март 1576 в Лауха, Тюрингия, † 11 февруари 1629 във Венигензьомерн, Тюрингия) е немски поет и хофмаршал, инициатор на литературното общество Fruchtbringenden Gesellschaft.
Той е син на Йохан Ернст фон Тойтлебен и Бригита фон Кьотритц. От 1584 до 1597 г. следва в университета на Йена. След това продължава обучението си в университетите в Падуа, Флоренция и Сиена.
През 1603/1604 г. той се връща като хофмайстер (Hofmeister) в Германия. На 14 април 1607 г. той се жени за Агнес Магдалена фон Тангел. От 1608 г. е възпитател на бъдещите херцози Йохан Ернст Младши от Саксония-Ваймар и Фридрих фон Саксония-Ваймар. С двамата след около девет години той основава литературното общество Fruchtbringende Gesellschaft.
На 15 септември 1616 г. той е номиниран на дворцов маршал (Hofmarschall) във Ваймар. След четири години е таен съветник в Кобург. При погребението на херцогиня Доротея Мария от Саксония-Ваймар на 24 август 1617 г. Тойтлебен дава идеята за основаване на организация по пример на Accademia della Crusca във Флоренция. Тогава се основава литературното общество Fruchtbringende Gesellschaft и братът на умрялата, княз Лудвиг I фон Анхалт-Кьотен е номиниран за ръководител.